# Эсеола, Адеринсола Хабиб
Адеринсо́ла Хабиб Эсео́ла (укр. Адерінсола Хабіб Есеола; род. 28 июня 1991, Житомир) — украинский футболист, нападающий клуба ЮКСА.

## Биография
Родился 28 июня 1991 года в Житомире в семье украинки и нигерийца. Первоначально занимался лёгкой атлетикой. Впоследствии отец привёл его в спортивную школу футбольного клуба «Полесье»" (Житомир), где первым тренером Эсеолы стал Виктор Шиманский. В 2004—2008 годах занимался в спортивной школе киевского «Арсенала». За 4 сезона выступлений на детско-юношеском уровне в составе «канониров» забил 21 гол. В 2006 году сыграл 4 матча за юношескую сборную Украины (до 17 лет). После окончания обучения в ДЮСШ играл за ЦСКА (Киев) во Второй лиге. В 2009 году был приглашён в киевское «Динамо», в котором играл за дубль. 14 октября 2009 года в 18-летнем возрасте дебютировал за основную команду «Динамо» в товарищеском матче с «Десной» (1:0).
В период с 2010 по 2013 годы выступал в итальянской Серии D в составе клубов «Виртус» (Соверато), «ХинтерРеджио-Кальчо» (Реджо-ди-Калабрия), «Вибонезе-Кальчо» (Вибо-Валентия) и «Изола-ди-Капо-Риццуто». В сезоне 2011/12 вместе с «ХинтерРеджио-Кальчо» становился победителем группы Серии D, что предоставило команде право на повышение в классе. В 2012 году играл за сборную Серии D на международном юношеском турнире Виареджо, где команда достигла 1/4 финала, забивал мячи в ворота итальянского «Варезе» и бельгийского «Брюгге».
В конце 2013 года вернулся на Украину. Полгода был без футбола, в этот период увлёкся мотоциклами, участвовал в гонках. В 2014 году с ним связался директор киевского «Арсенала» Александр Москаленко, предложив вернуться в команду. В составе «Арсенала» Эсеола принимал участие в любительских соревнованиях, становился обладателем Кубка Киева. В январе 2015 года играл на Мемориале Макарова, где «Арсенал» вышел в финал. С 9-ю мячами стал лучшим бомбардиром турнира. Весной 2015 года побывал на просмотре в израильских клубах «Маккаби» (Хайфа) и «Бней Иегуда».
Летом 2015 года перешёл в черниговскую «Десну». Первый матч в составе команды сыграл 26 июля против ахтырского «Нефтяника» — после выхода на поле на 62-й минуте Эсеола забил гол, благодаря чему матч завершился вничью. В первой части сезона 2015/16 забил 5 мячей, став лучшим бомбардиром команды вместе с Евгением Чепурненко. Также отличился голом в товарищеском матче против киевского «Динамо» (1:4). Интернет-изданием Sportarena.com его переход в «Десну» был признан одним из лучших трансферов Первой лиги в сезоне. Черниговский клуб намеревался сохранить игрока, предложив ему улучшенные условия, однако он решил уйти, так как хотел играть в Премьер-лиге.
Зимой 2016 года стал игроком «Александрии». В Премьер-лиге дебютировал 19 марта в матче с «Черноморцем» (2:1). В новом клубе Эсеоле не удалось закрепиться — он сыграл только в трёх матчах, и после окончания сезона «Александрия» приняла решение прекратить с ним сотрудничество. Сообщалось, что он может вернуться в «Десну».
В июле 2016 года перешёл в «Арсенал-Киев», выступающий в Первой лиге. До зимнего перерыва забил 9 голов в чемпионате и 1 — в Кубке, находился в пятёрке лучших бомбардиров первенства. Согласно рейтингу InStat, стал самым эффективным игроком Первой лиги по соотношению забитых мячей к сыгранным минутам. При этом, отличился большим количеством нарушений, заработав 10 предупреждений и 2 удаления. Сайт Sportarena.com отметил его игру, включив в символическую сборную первой половины сезона
В течение зимнего трансферного периода в услугах футболиста были заинтересованы клубы из Казахстана, Катара и украинской Премьер-лиги, в том числе каменская «Сталь». Эсеола намеревался продолжить карьеру в «Стали», тренером которой был знакомый ему Леонид Кучук, однако клубам не удалось прийти к соглашению о его переходе.
В январе 2017 года подписал контракт с кропивницкой «Звездой» сроком на 1,5 года. «Арсенал-Киев» получил за этот трансфер денежную компенсацию, так как его соглашение с Эсеолой было рассчитано ещё на 2 года. Впервые за команду сыграл в матче с киевским «Динамо», в котором «Звезда» одержала победу со счётом 2:0. Игру Эсеолы отмечали специалисты — защитники киевлян не могли удержать его и вынуждены были нарушать правила, в итоге он заработал два штрафных удара, после которых были забиты оба мяча. После игры с «Динамо» Премьер-лига признала его лучшим игроком тура. 20 мая 2017 года отличился первым голом в украинской Премьер-лиге, забитым в ворота «Волыни». Несмотря на успешные выступления в нескольких матчах, в целом он не смог проявить себя в «Звезде», забив только 1 мяч в 15-ти играх.
В августе 2017 года был отдан в аренду в «Арсенал-Киев». В 11-ти матчах осени забил 7 мячей и отдал 2 голевые передачи, причём 8 из 9-ти своих результативных действий осуществил после выходов на замену. По итогам первого полугодия сезона 2017/18, которое команда завершила на 1-м месте, попал в символическую сборную Первой лиги. Во время зимнего перерыва появилась информация, что Эсеолой интересуются клубы из Казахстана и Малайзии. «Арсенал» хотел оставить игрока, однако, по словам главного тренера «канониров» Сергея Литовченко, финансовое предложение из Казахстана было «в десять раз большее».
В январе 2018 года на условиях аренды перешёл в казахстанский клуб «Акжайык» (Уральск), который возглавил украинский тренер Владимир Мазяр. Счёт своим голам в Казахстане открыл в 5-м туре, дважды забив в ворота «Ордабасы». Несмотря на уход Мазяра из клуба после 10-го тура, Эсеола показал ещё более сильную игру, оформив дубль в матче с «Жетысу» и став лучшим игроком 11-го тура по индексу действий. На протяжении 4-х туров (с 9-го по 12-й) он забил 5 мячей, возглавив список бомбардиров чемпионата Казахстана с 8-ю голами.
В связи с этим появились сообщения, что вылетевшая из украинской Премьер-лиги кропивницкая «Звезда» может возвратить разыгравшегося Эсеолу из аренды для участия в Первой лиге, а один из лидеров чемпионата Казахстана алматинский «Кайрат» желает выкупить его контракт у «Звезды». 6 июня 2018 года Эсеола подписал контракт с «Кайратом». Действие соглашения рассчитано на 1,5 года, с опцией возможного продления ещё на 1 год. В первом матче за новый клуб Дерин забил мяч в ворота «Иртыша» (4:0), посвятив дебютный гол своему 75-летнему деду Вите. 12 июля 2018 года дебютировал в Лиге Европы, приняв участие в выездном матче против андоррского клуба «Энгордань», который его команда выиграла со счётом 3:0. В ответной игре, завершившейся разгромом соперника со счётом 7:1, отличился забитым мячом. Во втором квалификационном раунде Лиги Европы соперником «Кайрата» стал представитель чемпионата Нидерландов, алкмарский АЗ. В первом матче казахстанский клуб одержал победу со счётом 2:0 благодаря дублю Эсеолы, чья скорость создавала значительные проблемы защите соперника. В ситуации с первым взятием ворот украинский нападающий продемонстрировал индивидуальное мастерство, обыграв двух защитников в сольном проходе. ПФЛ признала Эсеолу лучшим игроком чемпионата Казахстана в июле, а по итогам сезона он стал вице-чемпионом страны и с 17 голами (за два клуба) занял 2-е место в списке лучших бомбардиров. Сообщалось об интересе к нему со стороны лидеров чемпионата Греции.
В 2019 году продолжал показывать результативную игру, забив в последних четырёх майских турах 7 мячей, и с 10 голами возглавил список бомбардиров казахстанской Премьер-лиги.
2 июля 2021 года перешёл в полтавскую «Ворсклу». 29 декабря 2021 года покинул «Ворсклу».

## Стиль игры
Обладает превосходными скоростными и физическими данными, сочетая стремительность и непредсказуемость передвижения по полю со значительной силой и способностью выигрывать единоборства. За счёт этих качеств его очень сложно опекать соперникам. Эсеола вспоминал, что во время тренировок с основным составом «Динамо» по результатам тестов он оказался в тройке самых быстрых игроков киевлян, уступив Бадру Эль-Кадурри и Олегу Гусеву. Футбольный эксперт Артур Валерко охарактеризовал его как, вероятно, наиболее физически одарённого нападающего украинской Первой лиги:

… в активе Дерина — невероятная скорость, рывок, умение разметать оборону соперников финтами. При такой антропометрии он может забить полтора-два десятка мячей за сезон, если будет играть на полную силу в каждом матче.
При этом, Эсеола не отличается стабильностью — наряду с удачными играми у него случаются провальные временные периоды. По словам президента киевского «Арсенала» Алексея Кикирешко, к нему необходим индивидуальный подход.

## Достижения
«Кайрат»
- Чемпион Казахстана: 2020
- Серебряный призёр чемпионата Казахстана (2): 2018, 2019
- Обладатель Кубка Казахстана: 2018

## Статистика
(откорректировано по состоянию на 1 июня 2019 года)
| Клуб                    | Сезон                   | Лига | Лига | Кубок | Кубок | Еврокубки | Еврокубки | Итого | Итого |
| Клуб                    | Сезон                   | Игры | Голы | Игры  | Голы  | Игры      | Голы      | Игры  | Голы  |
| ----------------------- | ----------------------- | ---- | ---- | ----- | ----- | --------- | --------- | ----- | ----- |
| ЦСКА (Киев)             | 2008/09                 | 10   | 1    | 0     | 0     | —         | —         | 10    | 1     |
| ЦСКА (Киев)             | Итого                   | 10   | 1    | 0     | 0     | 0         | 0         | 10    | 1     |
| Динамо (Киев)           | 2009/10                 | 0    | 0    | 0     | 0     | 0         | 0         | 0     | 0     |
| Динамо (Киев)           | Итого                   | 0    | 0    | 0     | 0     | 0         | 0         | 0     | 0     |
| Виртус (Соверато)       | 2010/11                 | 24   | 9    | 0     | 0     | —         | —         | 24    | 9     |
| Виртус (Соверато)       | Итого                   | 24   | 9    | 0     | 0     | 0         | 0         | 24    | 9     |
| ХинтерРеджио-Кальчо     | 2011/12                 | 19   | 4    | 0     | 0     | —         | —         | 19    | 4     |
| ХинтерРеджио-Кальчо     | Итого                   | 19   | 4    | 0     | 0     | 0         | 0         | 19    | 4     |
| Вибонезе-Кальчо         | 2012/13                 | 6    | 0    | 0     | 0     | —         | —         | 6     | 0     |
| Вибонезе-Кальчо         | Итого                   | 6    | 0    | 0     | 0     | 0         | 0         | 6     | 0     |
| Изола-ди-Капо-Риццуто   | 2013/14                 | 6    | 4    | 0     | 0     | —         | —         | 6     | 4     |
| Изола-ди-Капо-Риццуто   | Итого                   | 6    | 4    | 0     | 0     | 0         | 0         | 6     | 4     |
| Десна                   | 2015/16                 | 15   | 5    | 1     | 0     | —         | —         | 16    | 5     |
| Десна                   | Итого                   | 15   | 5    | 1     | 0     | 0         | 0         | 16    | 5     |
| Александрия             | 2015/16                 | 2    | 0    | 1     | 0     | —         | —         | 3     | 0     |
| Александрия             | Итого                   | 2    | 0    | 1     | 0     | 0         | 0         | 3     | 0     |
| Арсенал-Киев            | 2016/17                 | 16   | 9    | 2     | 1     | —         | —         | 18    | 10    |
| Арсенал-Киев            | Итого                   | 16   | 9    | 2     | 1     | 0         | 0         | 18    | 10    |
| Звезда                  | 2016/17                 | 10   | 1    | 0     | 0     | —         | —         | 10    | 1     |
| Звезда                  | 2017/18                 | 6    | 0    | 0     | 0     | —         | —         | 6     | 0     |
| Звезда                  | Итого                   | 16   | 1    | 0     | 0     | 0         | 0         | 16    | 1     |
| Арсенал-Киев            | 2017/18                 | 11   | 7    | 2     | 0     | —         | —         | 13    | 7     |
| Арсенал-Киев            | Итого                   | 11   | 7    | 2     | 0     | 0         | 0         | 13    | 7     |
| Всего за «Арсенал-Киев» | Всего за «Арсенал-Киев» | 27   | 16   | 4     | 1     | 0         | 0         | 31    | 17    |
| Акжайык                 | 2018                    | 13   | 8    | 0     | 0     | —         | —         | 13    | 8     |
| Акжайык                 | Итого                   | 13   | 8    | 0     | 0     | 0         | 0         | 13    | 8     |
| Кайрат                  | 2018                    | 16   | 9    | 0     | 0     | 6         | 3         | 22    | 12    |
| Кайрат                  | 2019                    | 11   | 10   | 1     | 0     | 0         | 0         | 12    | 10    |
| Кайрат                  | Итого                   | 27   | 19   | 1     | 0     | 6         | 3         | 34    | 22    |
| Всего за карьеру        | Всего за карьеру        | 165  | 67   | 7     | 1     | 6         | 3         | 178   | 71    |

Источники:
- Статистика — Профиль на сайте FootballFacts.ru